# Maxim Gorkiy
Maxim Gorkiy var ett ryskt kryssningsfartyg som byggdes 1969 som Hamburg åt Deutsche Atlantik-Linie i Hamburg i  Tyskland.
Rederiet drabbades hårt av oljekrisen 1973 och gick i konkurs den 1 december 1973. Fartyget, som hade döpts om till Hanseatic, övertogs av Black Sea Shipping Co i Odessa i Sovjetunionen den 25 januari 1974 och döptes till Maksim Gorkij (ryska: Максим Горький) efter författaren.
1974 spelades den amerikanska filmen Juggernaut in på fartyget, som fick det fiktiva namnet Brittannic. Den handlar om utplacerade bomber och huvudrollen spelades av Omar Sharif.
Under en reparation i San Juan i november 1975 placerades två bomber  under vattenlinjen på fartyget. De exploderade och gjorde två hål i  skrovet strax innan ankomsten till New York. Den efterföljande resan ställdes in och fartyget reparerades vid Bethlehem Steels varv i Hoboken.
Den 18 september 1980 blockerades fartyget från New Yorks hamn av myndigheterna som protest mot att Sovjetunionen hade invaderat Afghanistan. Det tvingades att ankra upp vid Staten Island och passagerarna fick embarkeras med hjälp av hamnfärjorna.
I september 1988 chartrades hon av tyska Phoenix Reisen på ett långtidskontrakt. På en resa runt Spetsbergen i juni 1989 skadades hon av packisen och tog in vatten. De mer än 900 passagerarna evakuerades från det sjunkande fartyget i livbåtar och livflottar samt ut på packisen. De  fördes i land på norska kustbevakningens fartyg MV Senja och Maxim Gorkiy tätades  provisoriskt och bogserades till Spetsbergen och senare till Bremerhaven i Tyskland för reparation. 
I december 1989 användes fartyget som mötesplats för USA:s president George H.W. Bush och Sovjetunionens president Michail Gorbatjov utanför Malta och året efter fick hon ny hemmahamn i Nassau på Bahamas.
Maxim Gorkiy bytte ägare flera gånger och när charteravtalet  avslutades år 2008 lades hon upp utanför Pireus i Grekland innan hon flyttades till Alang i Indien och skrotades året efter.